# コマンドウ (装甲車)
コマンドウ（Commando）は、アメリカ合衆国のキャデラック・ゲージ社が設計した、四輪式の水陸両用軽装甲車である。
コマンドウ装甲車は、装甲兵員輸送車や戦場救急車、対戦車車両、自走迫撃砲などのさまざまな用途に使用できる。

## 開発と概要
コマンドウ装甲車の初期型であるV-100装甲車は、1960年代初頭にキャデラック・ゲージ社のTerra-Space部門で設計が開始された。1963年に試作車が完成し、翌1964年にはM706として制式採用され、量産が開始された。
この車両は四輪式であり、M34 トラックと同じ車軸を使用している。水上浮航能力も有しているが、車体後部にスクリューやウォータージェットは装備しておらず、車輪の回転によって推進力を得ている。
エンジンは、M113装甲兵員輸送車の初期型にも搭載されたクライスラー社製のV8 ガソリンエンジンであり、5速手動変速機を通して車輪に動力を伝達する。この組み合わせによって、V-100は整地上で時速100km、水上で時速4.8kmを出すことができた。変速機に関しては、比較的早期に自動変速機に切り換えられた。
コマンドウ装甲車の車体は、前部に操縦席と助手席があり、小さな防弾ガラス越しに前方視界を確保するが、上部ハッチを開けてそこから頭を出すこともできる。
車体中央部には兵員区画があり、ここに兵員や各種の兵装を搭載する。左右にはドアが設けられており、上半分を後方に開き、下半分を下方に開いてステップ代わりに乗降する。
車体後部の左側にはエンジンと変速機が収められており、後方に突出して上部に向いた排気管があるほか、後部右側にも兵員乗降用のドアがある。
装甲板は、Cadaloyと呼ばれる積層構造の装甲板であり、軽量化を念頭に置いて設計されたため、あまり装甲は厚く無いが、砲弾の破片や7.62mm弾までの小火器の銃撃には耐えることができる。

## 兵装
コマンドウ装甲車には、さまざまな兵装を搭載することが可能である。
一人乗り砲塔に連装で搭載。
- 7.62mm機関銃（M37、M60など）x2丁（即応弾800発、車内搭載弾3,000発）
- 12.7mm重機関銃（M2など）x2丁（即応弾400発、車内搭載弾1,000発）
- 12.7mm重機関銃x1丁、40mm グレネードマシンガン（XM174、Mk.19など）x1丁

二人乗り砲塔に搭載
- エリコンKA 20 mm 機関砲x1門（即応弾200発、車内搭載弾200発）
- M242 ブッシュマスター 25mm チェーンガンx1門（即応弾200発、車内搭載弾200発）
- M61 バルカン 20mm機関砲x1門（1,300発）
- 76mm砲x1門（即応弾8発、車内搭載弾31発）
- コッカリル 90mm低圧砲x1門（即応弾8発、車内搭載弾31発）

車体に直接搭載
- 81mm迫撃砲x1門（砲弾62発）
- BGM-71 TOW対戦車ミサイル発射器x1（ミサイル7発）

装甲兵員輸送車として使用する場合は、車体上に供えられたピントルマウントに1丁の7.62mm機関銃か12.7mm重機関銃、40mm グレネードマシンガンを搭載して使用するほか、車体の左右2ヶ所ずつに設置された銃眼からの射撃も可能である。
このほかにも、国内治安任務用に放水銃や催涙ガス弾発射用グレネードランチャーを装備した砲塔もある。

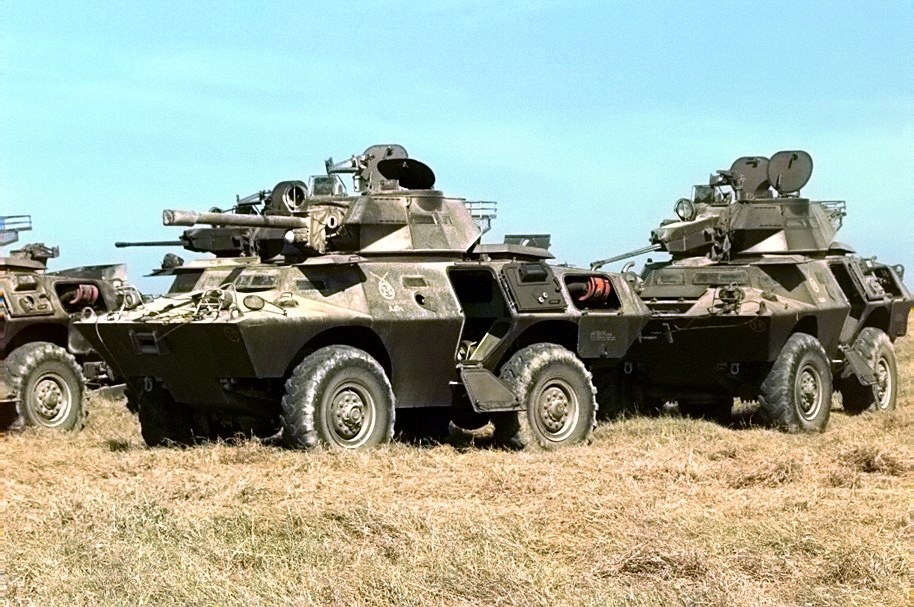
90mm砲を装備した、ハイチ軍のV-150 コマンドウ。奥の2両は対地対空両用の20mm機関砲塔を搭載
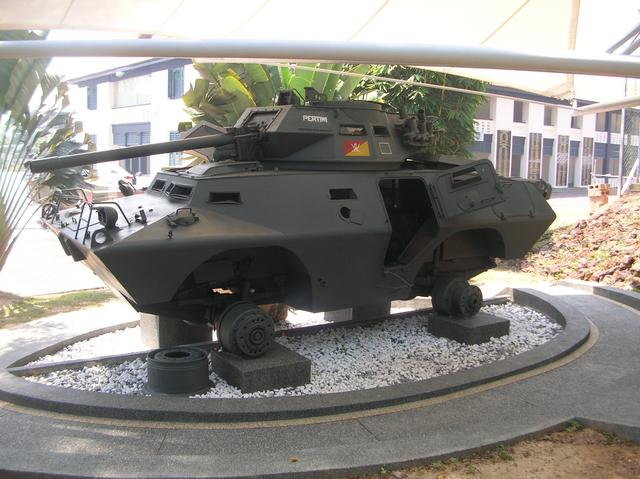
76mm砲を装備した、マレーシア軍のV-150 コマンドウ。車輪は外されている
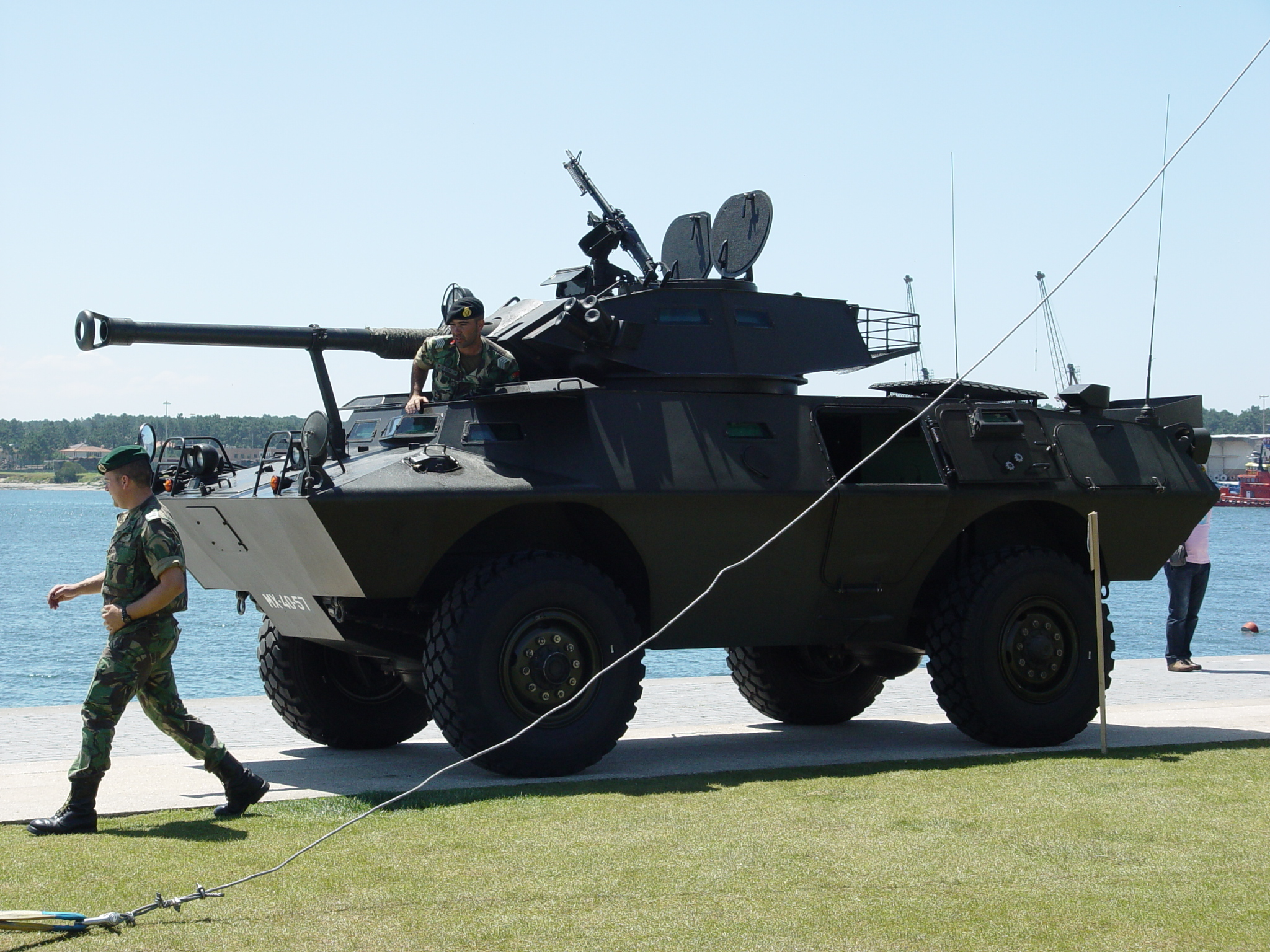
90mm砲を装備した、ポルトガル陸軍のV-150 コマンドウ

## 派生型
V-200
V-100を大型化した型で、アメリカ陸軍の5t トラックから多くの部品を流用している。シンガポール軍からの発注に基づいて生産され、シンガポールでのみ採用された。
シンガポールでは陸軍と空軍がV-200を採用しており、シンガポール空軍のV-200は、RBS 70地対空ミサイルと1門のエリコンFF 20 mm 機関砲、1丁のFN MAGで武装している。
近い将来、V-200はテレックス装甲兵員輸送車（Terrex）に更新される予定。
V-150
V-200の後に開発された型で、V-200を基にしているが、V-100の面影も色濃く残している。最大のユーザーはサウジアラビア国家警備隊である。搭載エンジンは、ガソリンエンジンとディーゼルエンジンのどちらかを選択することができる。
V-150Sと呼ばれる派生形があるほか、ポルトガルではV-150を基にしたChaimiteと呼ばれる車両が生産されている。
LAV-300
V-150を基に開発された六輪式装甲車で、エンジン配置が車体の後部左側から前部右側に移転されるなどの改良が行われている。車輪は、前の1軸2輪のみで操向し、後ろ寄りにまとめられた2軸4輪は操向しない。
兵装は基本的にV-100/V-150のものを流用可能であるが、車体容積の拡大と車輪数増加に伴う安定性向上により指揮通信車への改造や120mm迫撃砲の搭載など、より幅広い用途に使用可能となった。ただし、防御力についてはV-100/V-150とほぼ同水準である。
元々はアメリカ海兵隊および陸軍の緊急展開部隊向けに配備される装輪式軽装甲車両（Light Armored Vehicle、通称LAV）の候補として開発されたが、スイス製ピラーニャ装甲車（LAV-25）に敗れて以降、アメリカ国内の警察機関やフィリピン海兵隊、クウェート陸軍、パナマ国防陸軍、ベネズエラ陸軍が採用している。
LAV-600
LAV-300の改良型で、砲塔に105mm砲を装備することが可能。
M1117装甲警備車
V-150を基に、装甲強化や前面窓の大型化などの改良を施した警備用車両。

## 実戦運用

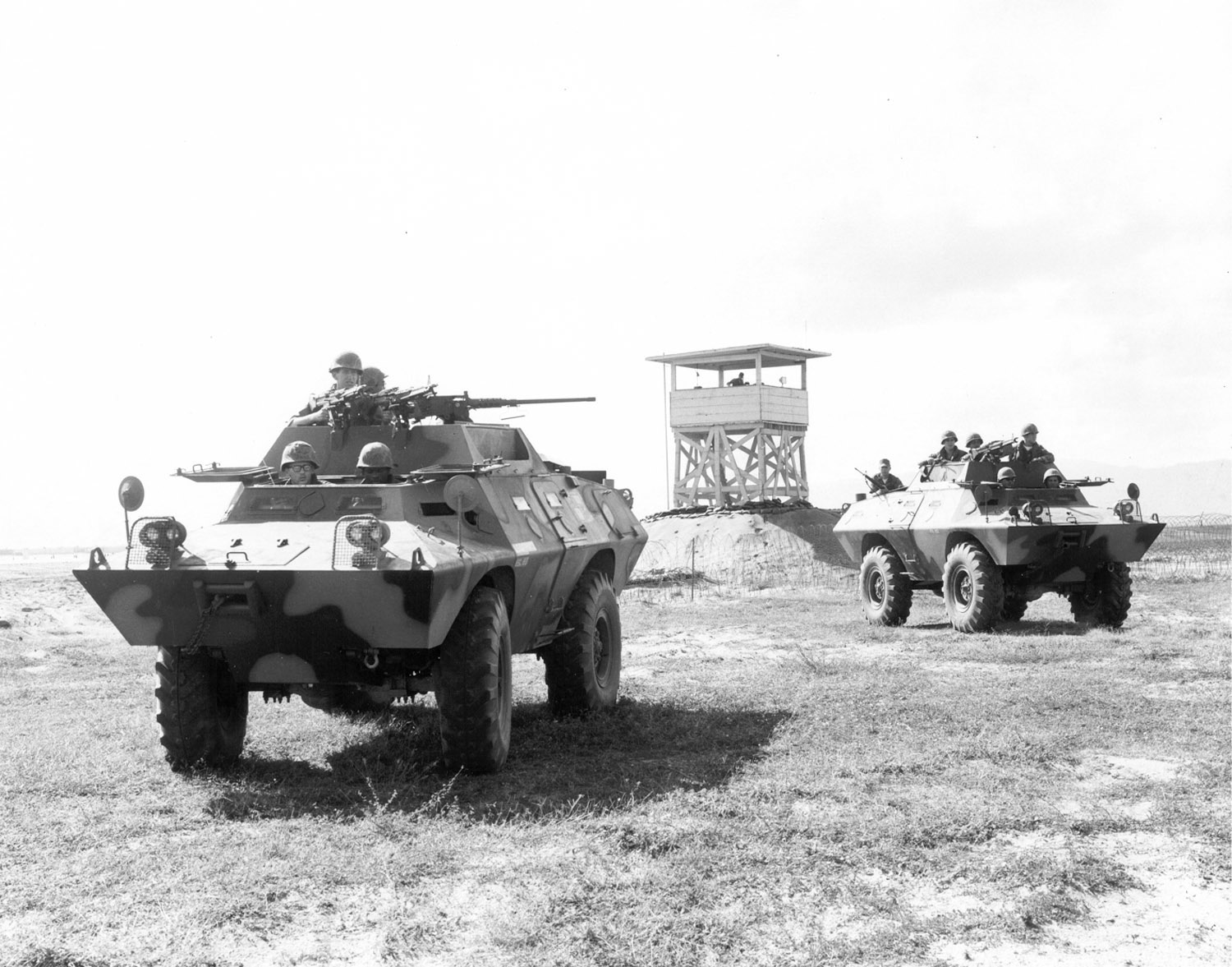
トゥイホア空軍基地において警備を行うV-100 コマンドウ。1968年撮影

アメリカ軍のV-100/V-150装甲車は、ベトナム戦争においては海兵隊や陸軍の前線部隊に配備されることは無く、空軍警備隊や陸軍憲兵などの後方部隊が使用していたが、その後ほとんどが装甲ハンヴィーに更新されて退役した。
しかし、21世紀に入ってからのアフガニスタンとイラクにおける対テロ戦争において、RPG-7などの対戦車兵器や、砲弾・航空爆弾を利用したIEDによるアメリカ軍の前線基地や補給部隊、パトロール部隊の攻撃に対して装甲ハンヴィーの防御力は無力であったため、V-150をベースに装甲強化などの再設計を行ったM1117 ASV（Armored Security Vehicle）が新たに開発され、パトロールや輸送車列の護衛などに投入されている。
この他にも南ベトナム軍を始めとして西側諸国に多数が売却・供与されており、現在でも中南米やアジア、中東など多くの国において現役で使用されている。
現在でも、フィリピンなどにおいてはゲリラ掃討作戦に従事するなどの活躍をしているが、ピラーニャの登場をきっかけとした大型八輪式装甲車の普及もあってか、比較的余裕のある一部の国では、第一線部隊から憲兵隊や準軍事組織などの後方ないし二線級の部隊に格下げされることも多い。

## 採用国

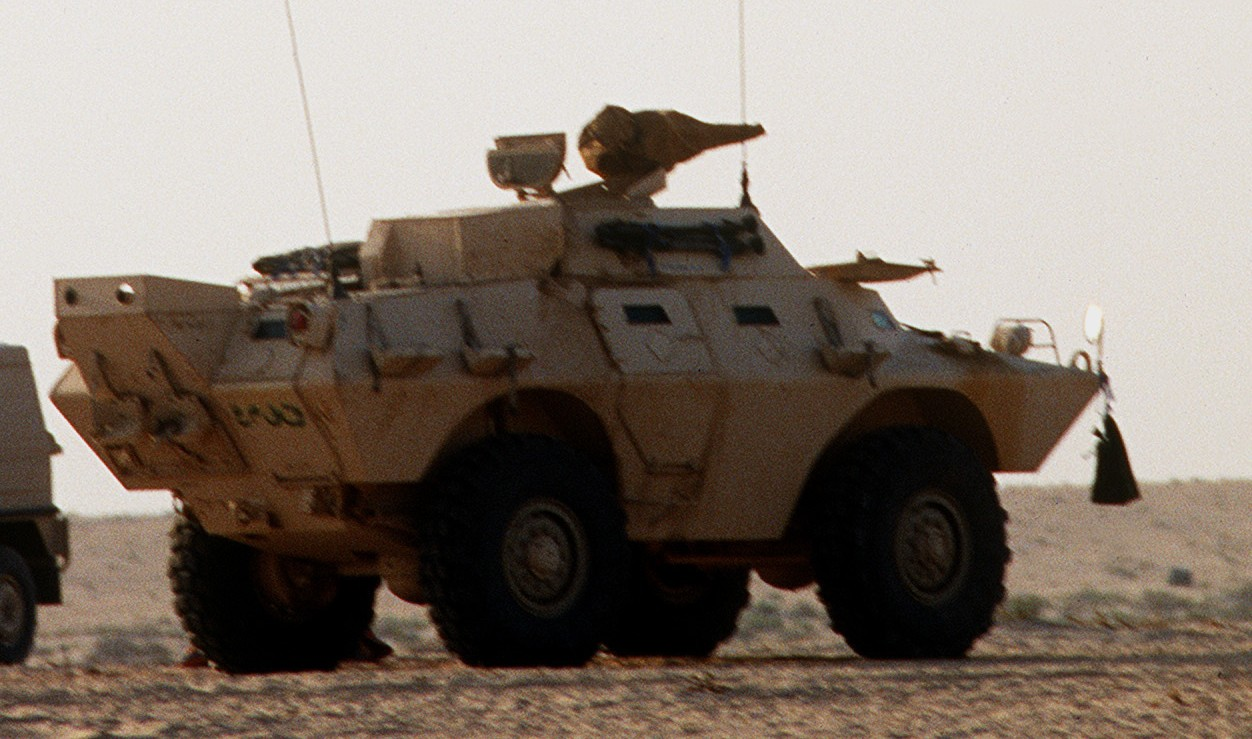
サウジアラビア国家警備隊のV-150 コマンドウ

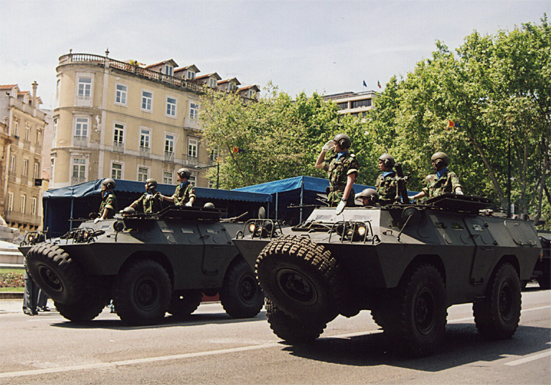
ポルトガルがV-150を基に開発した、Bravia Chaimite

- ボリビア - 2024年時点で、ボリビア陸軍が15両のV-100を保有[1]。
- ボツワナ
- カメルーン
- ドミニカ共和国 - 2024年時点で、ドミニカ共和国陸軍が8両のLAV-150コマンドウを保有[2]。
- エジプト - 2024年時点で、エジプト陸軍が112両のコマンドウ・スカウトを保有[3]。
- ガボン
- グアテマラ
- ハイチ
- インドネシア
- ジャマイカ
- レバノン
- マレーシア - 退役済み。
- メキシコ
- オマーン
- パナマ
- フィリピン
- ポルトガル
- カタール  - 2023年時点で、カタール陸軍が8両のV-150/Chaimiteを保有[4]。
- サウジアラビア - 国家警備隊が使用（陸軍は使用せず）。
- シンガポール - 2023年時点で、シンガポール陸軍が数量不明のLAV-150装甲回収車を保有するとともに、30両のV-100装甲兵員輸送車、250両のLAV-150/V-200装甲兵員輸送車を保管中[5]。
- ソマリア - ソマリア内戦勃発以後の稼働状態は不明。
- スーダン
- 中華民国（台湾） - 陸軍と憲兵隊が使用。
- タイ
- トルコ - ジャンダルマが使用。
- アメリカ合衆国
- ベネズエラ
- ベトナム - 南ベトナム軍の車両を接収して使用。
- ベトナム共和国 - ベトナム戦争敗北による滅亡後、統一ベトナム軍が継承して使用。

この他多くの西側諸国が採用している。